# Johan E. Mellbye
Johan Egeberg Mellbye, né le 11 novembre 1866 à Kristiania et mort le 17 décembre 1954, est un agriculteur et homme politique norvégien. Il est le premier président du Bondepartiet (1920–1921).

## Biographie
À partir de 1894, il joue un rôle central dans l'organisation Norsk Landmandsforbund, devenue en 1922 Norges Bondelag. Il fut président de l'organisation de 1901 à 1905 puis de 1909 à 1941.
Mellbye est conseiller au ministère de l'agriculture puis Ministre du 26 septembre 1904 au 10 mars 1905 dans le Gouvernement Hagerup II comme représentant de la droite. Il est plus tard élu au Storting pour le comté de Hedmark (1922-1930) où il représente le Bondepartiet dont il est président du groupe parlementaire tout le temps où il siégea au Storting.
En 1935, il est nommé commandeur avec étoile de l'ordre de Saint-Olaf dont il est fait grand-croix en 1946. Il est également décoré de l'ordre de Dannebrog mais aussi de l'ordre royal de Victoria et de l'ordre de Vasa.

## Distinctions
- Chevalier 1re classe de l'ordre de Vasa
- Grand-croix de l'ordre de Saint-Olaf (1946,  Norvège)